# The Marcels

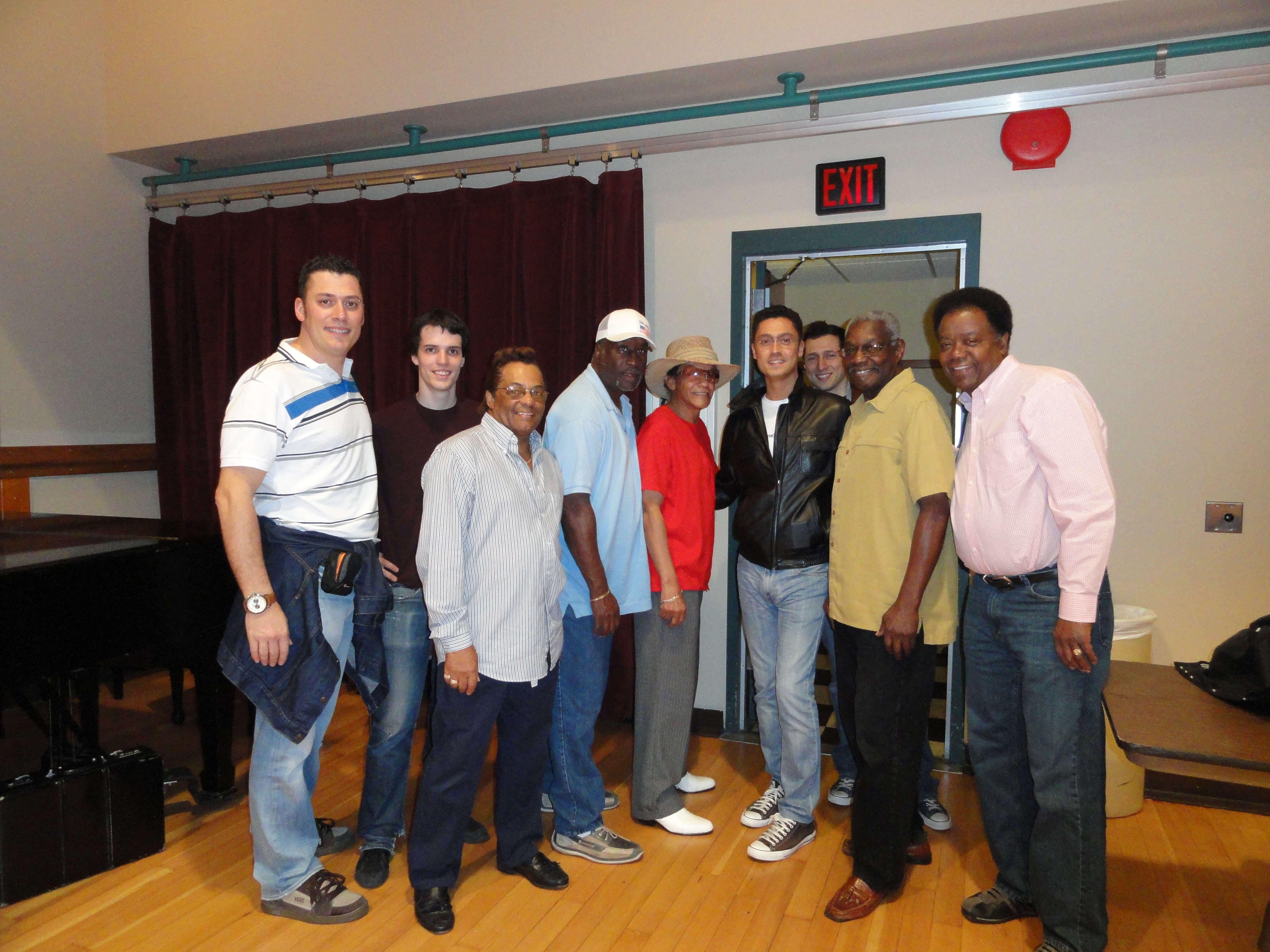
The Marcels tillsammans med The Earth Angels

The Marcels var en amerikansk sånggrupp från Pittsburgh, Pennsylvania. De slog igenom stort med "Blue Moon" som gick upp till första plats på amerikanska Billboardlistan i mars 1961. Därefter följde fler – men inte lika framgångsrika – doo-wop-arrangemang av klassiska amerikanska melodier, som "Heartaches" och "Summertime".
Gruppen bestod av sex medlemmar som hade träffats i high school. De var både svarta och vita, vilket var ovanligt i musikgrupper vid denna tid. Vid genombrottet bestod gruppen av Richard Knauss, Gene Bricker, Fred Johnson, Cornelius Harp och Ronald Mundy. Delar av gruppen återförenades hösten 1999 i en doo-wop-gala som arrangerades av amerikanska icke-kommersiella tv-bolaget PBS.